# Dulwich
Dulwich is een wijk in het Londense bestuurlijke gebied Southwark, in de regio Groot-Londen.
Dulwich maakte deel uit van Surrey tot 1889, toen het graafschap Londen (County of London) werd gevormd. Het stuk land werd in 947 door koning Edgar van Engeland gegeven aan een van zijn Thegns, graaf Earl Aelfheah. In de loop der eeuwen is de naam op verschillende manieren geschreven: Dilwihs, Dylways en Dullag.
In 1893 werd voetbalclub Dulwich Hamlet opgericht en in 1894 de Dulwich & Sydenham Hill Golf Club.

## Gebouwen en instellingen
- All Saints Church, West Dulwich, neogotisch kerkgebouw uit 1888-1897
- Dulwich College, jongenskostschool waarvan de historie teruggaat tot 1619
- Dulwich Picture Gallery, museum uit 1817 met (ook) een afdeling Nederlandse schilderkunst in de Gouden Eeuw met schilderijen van Rembrandt van Rijn, Aelbert Cuyp, Gerrit Dou, Adriaen van Ostade, Jacob van Ruisdael en anderen
- Dulwich Park, park van 31 hectare, geopend in 1890 en gerestaureerd in victoriaanse stijl in 2006.

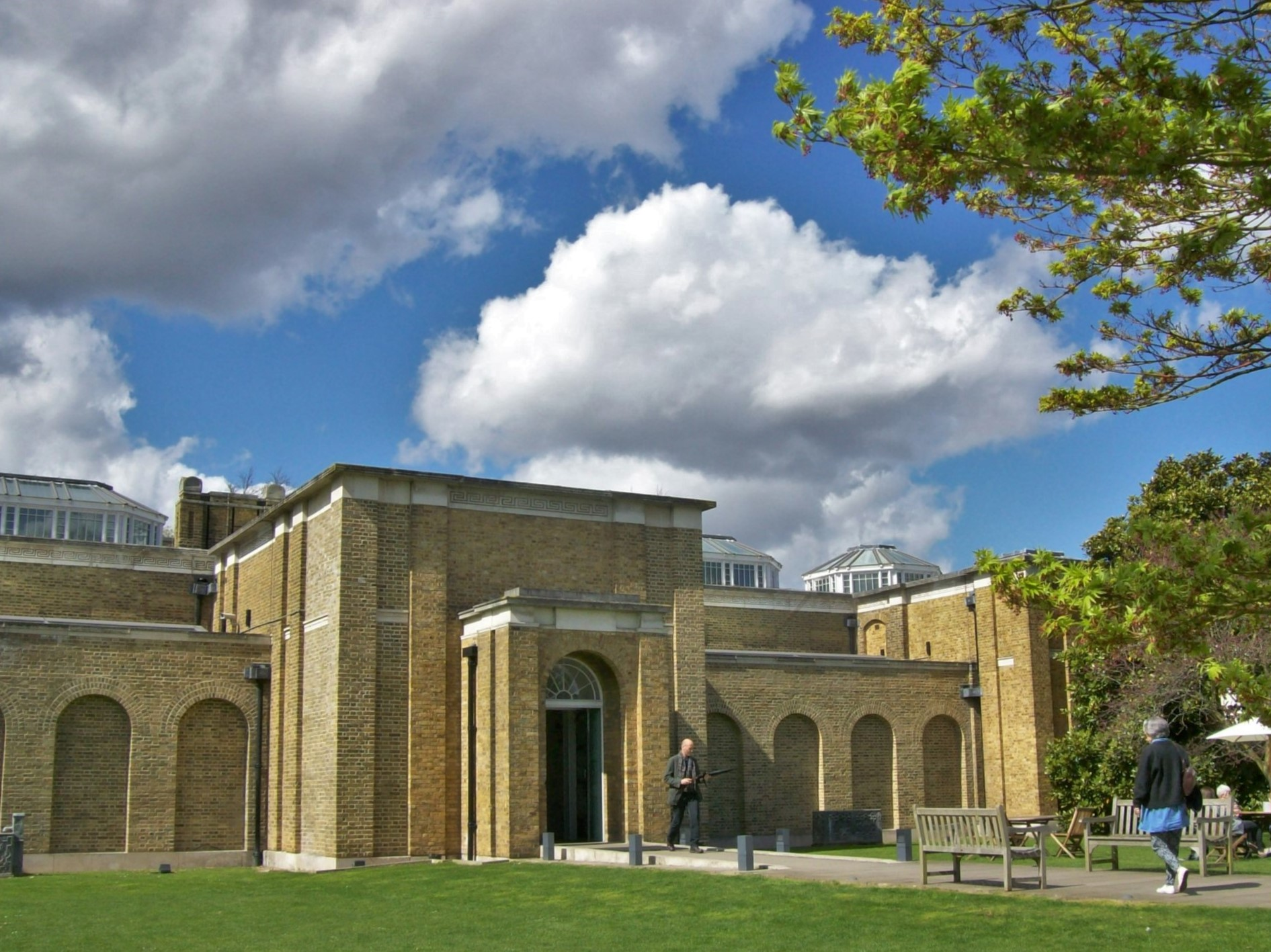
Dulwich Picture Gallery
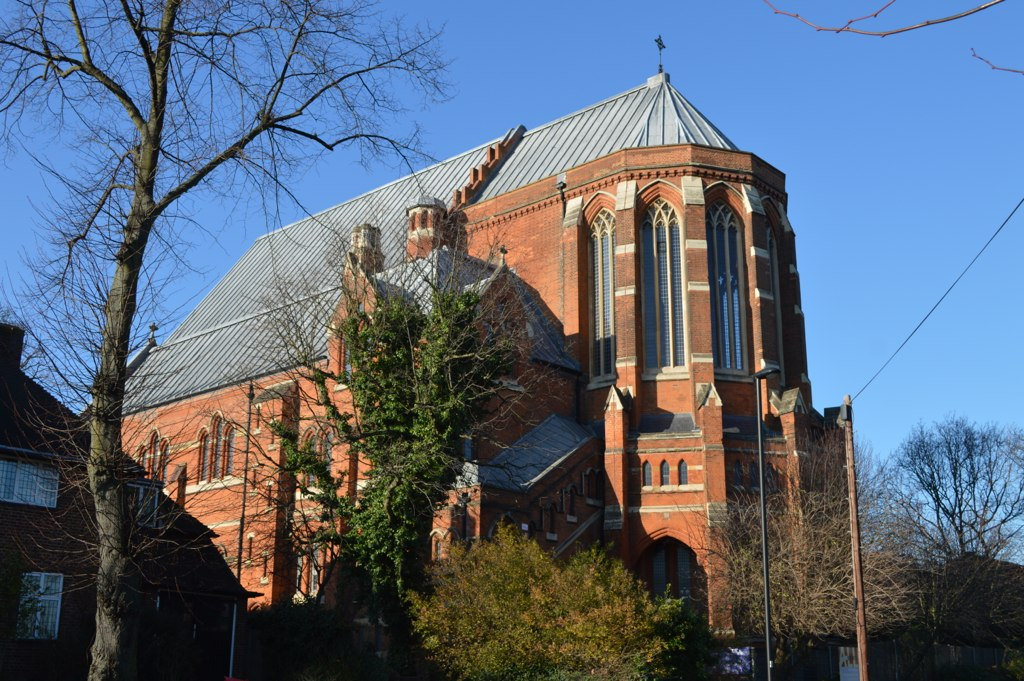
All Saints Church, West Dulwich
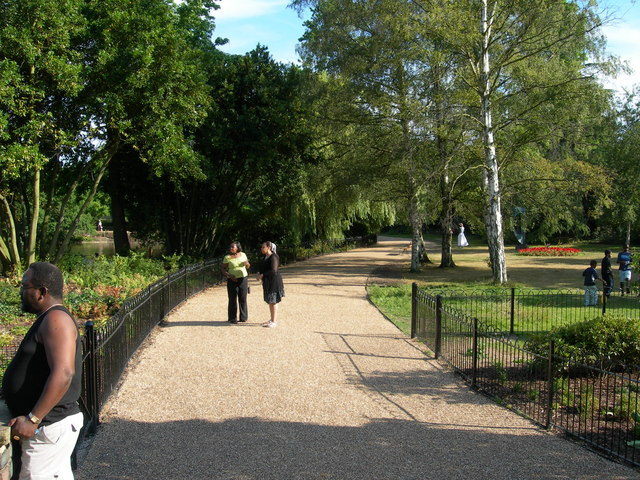
Dulwich Park

## Geboren
- A.E.W. Mason (1865-1948), schrijver en politicus
- Enid Blyton (1897-1968), kinderboekenschrijfster
- Gladys Hooper (1903-2016), concertpianiste die 113 jaar oud werd
- Robert Hodgins (1920-2010), kunstenaar
- Frank Thornton (1921-2013), acteur
- Trevor Sinclair (1973), voetballer
- Sally Hawkins (1976), actrice